# Delia bipartita
Delia bipartita är en tvåvingeart som beskrevs av Masayoshi Suwa 1977. Delia bipartita ingår i släktet Delia och familjen blomsterflugor. Inga underarter finns listade i Catalogue of Life.